# Elise Arnbergová
Elisabeth (Elise) Zénaide Arnbergová (roz. Talénová; nepřechýleně Elise Arnberg; 11. listopadu 1826, farnost Jakobs, Stockholm – 6. září 1891 ve Stockholmu) byla švédská fotografka a malířka, známá svými miniaturními obrazy s portréty. Pracovala s akvarelem, kvašem a křídou.

## Životopis
Byla dcerou cizeléra Erica Taléna a Henrietty Engelbrechtové a provdala se za správce mlýna a fotografa Thureho Arnberga, který se o čtyři roky dříve po čase v Kalifornii vrátil do Švédska. V roce 1859 se vzali v Korsnäs a v roce 1863 se přestěhovali do Falunu. Rok po smrti svého manžela se Elise Arnbergová v roce 1867 přestěhovala zpět do Stockholmu. Arnbergová studovala umění u Augusta Malmströma a Anderse Lundquista. Účastnila se výstav se Stockholmským uměleckým sdružením. Její umění tvoří především miniaturní malby na slonovině. Během svého působení ve Falunu byla také aktivní jako fotografka.
Arnbergová je zastoupena mimo jiné v Národním muzeu ve Stockholmu, Norrköping Art Museum, Severském muzeu, Krajském muzeu Gävleborg, Kultura a s fotografiemi ve Västergötland Museum

## Galerie

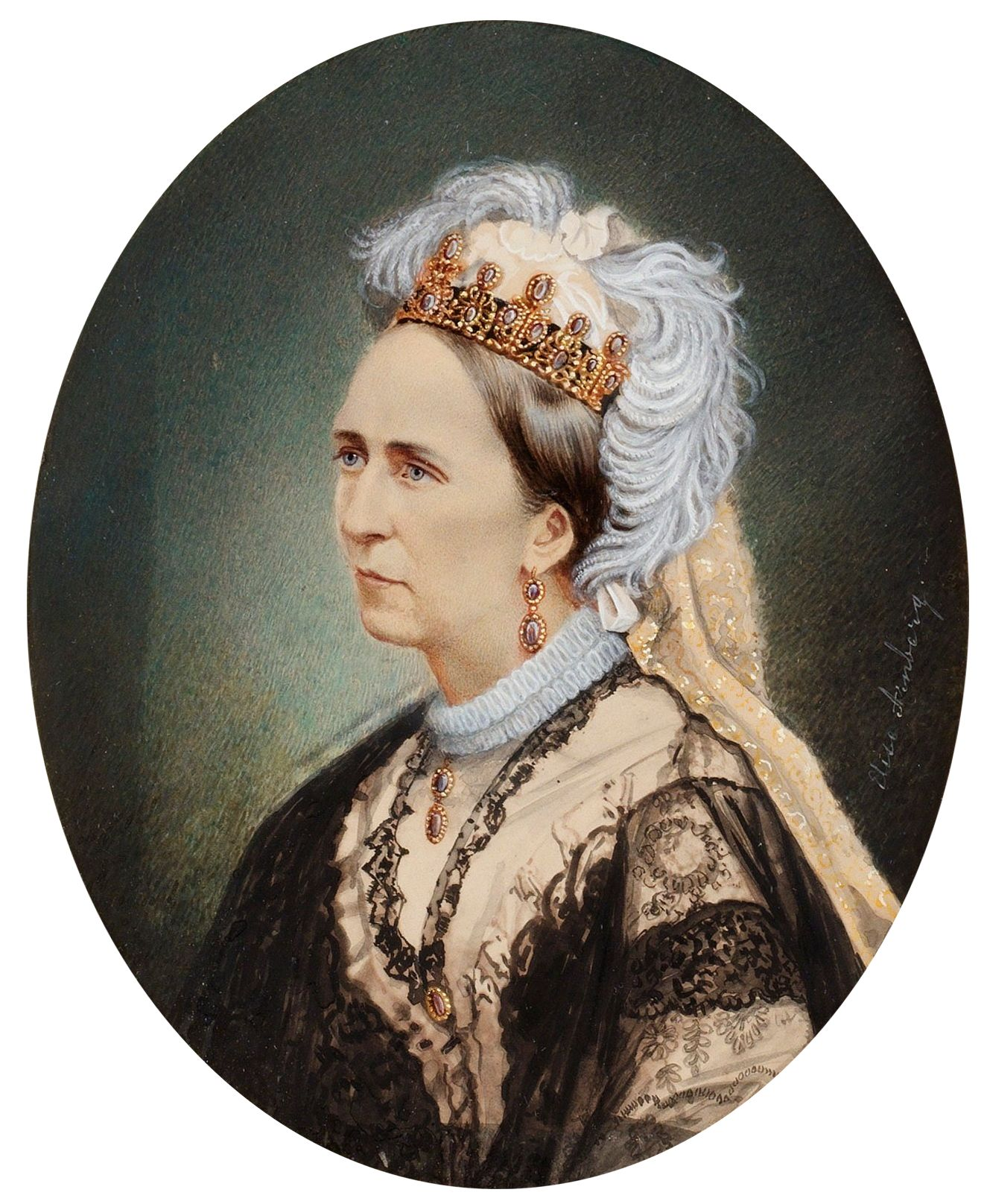
Portrét princezny Eugenie
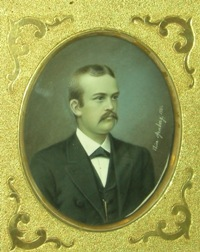
Portrét důlního inženýra Carla Gustafa Dahleruse
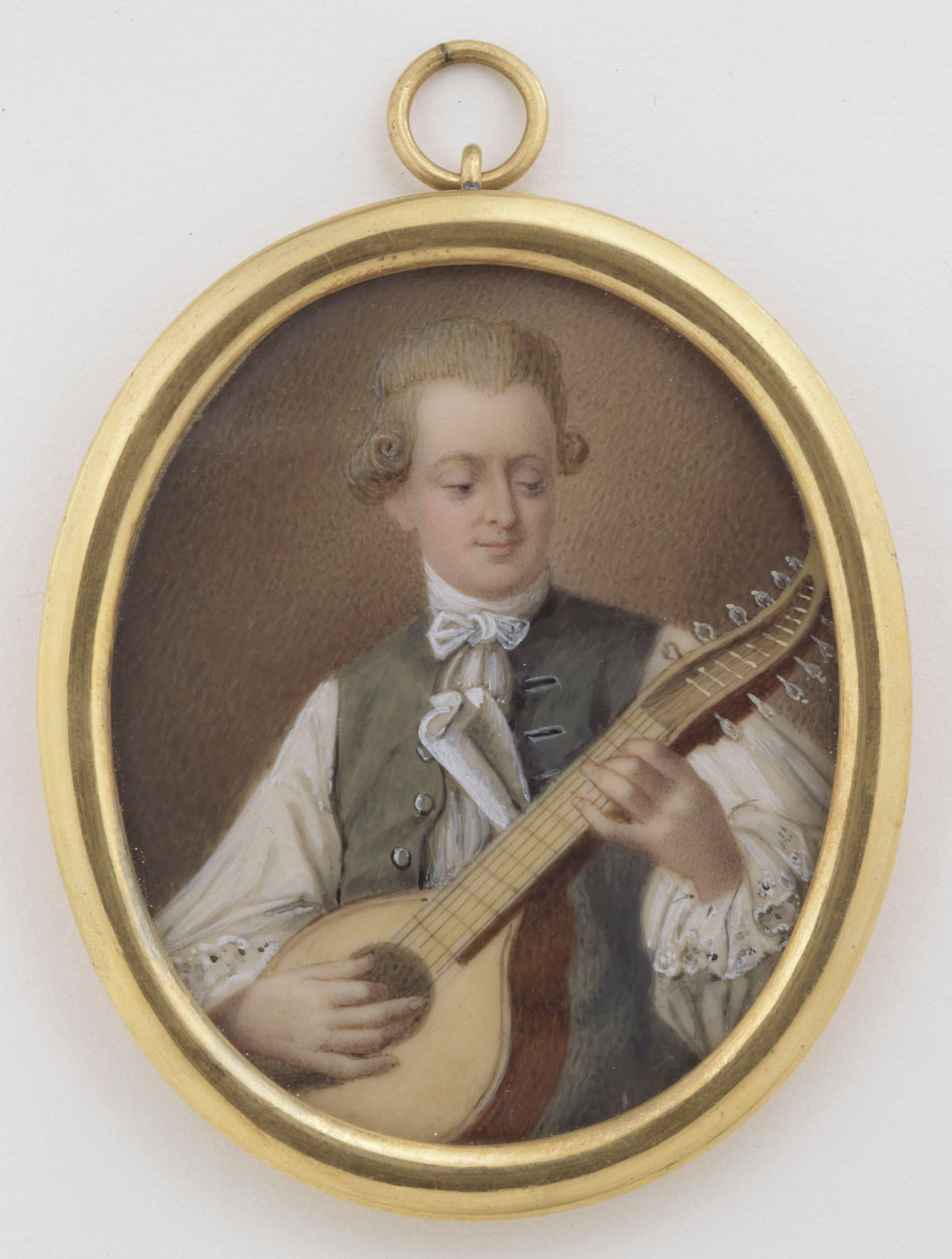
Carl Michael Bellman
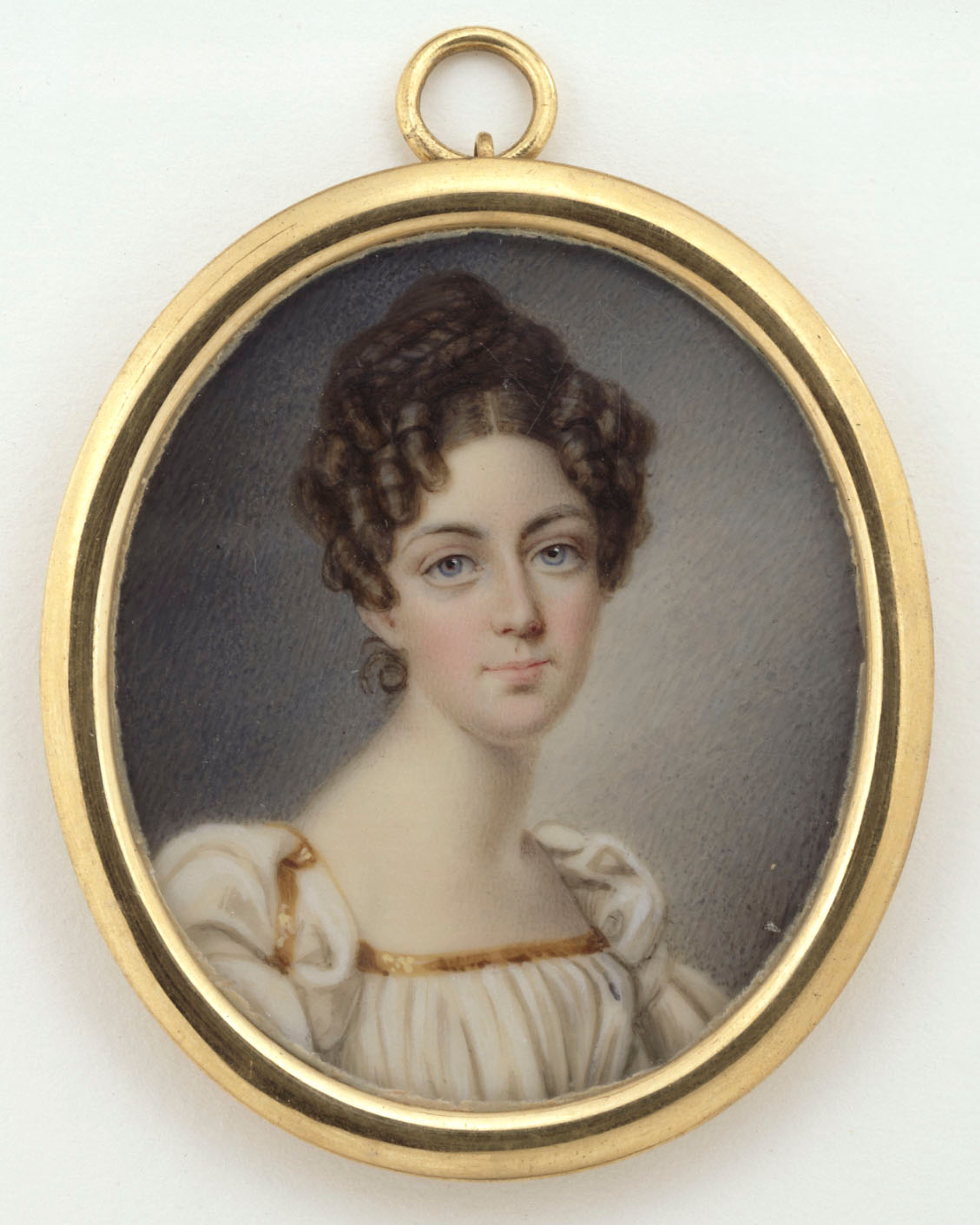
Josefina, švédská korunní princezna
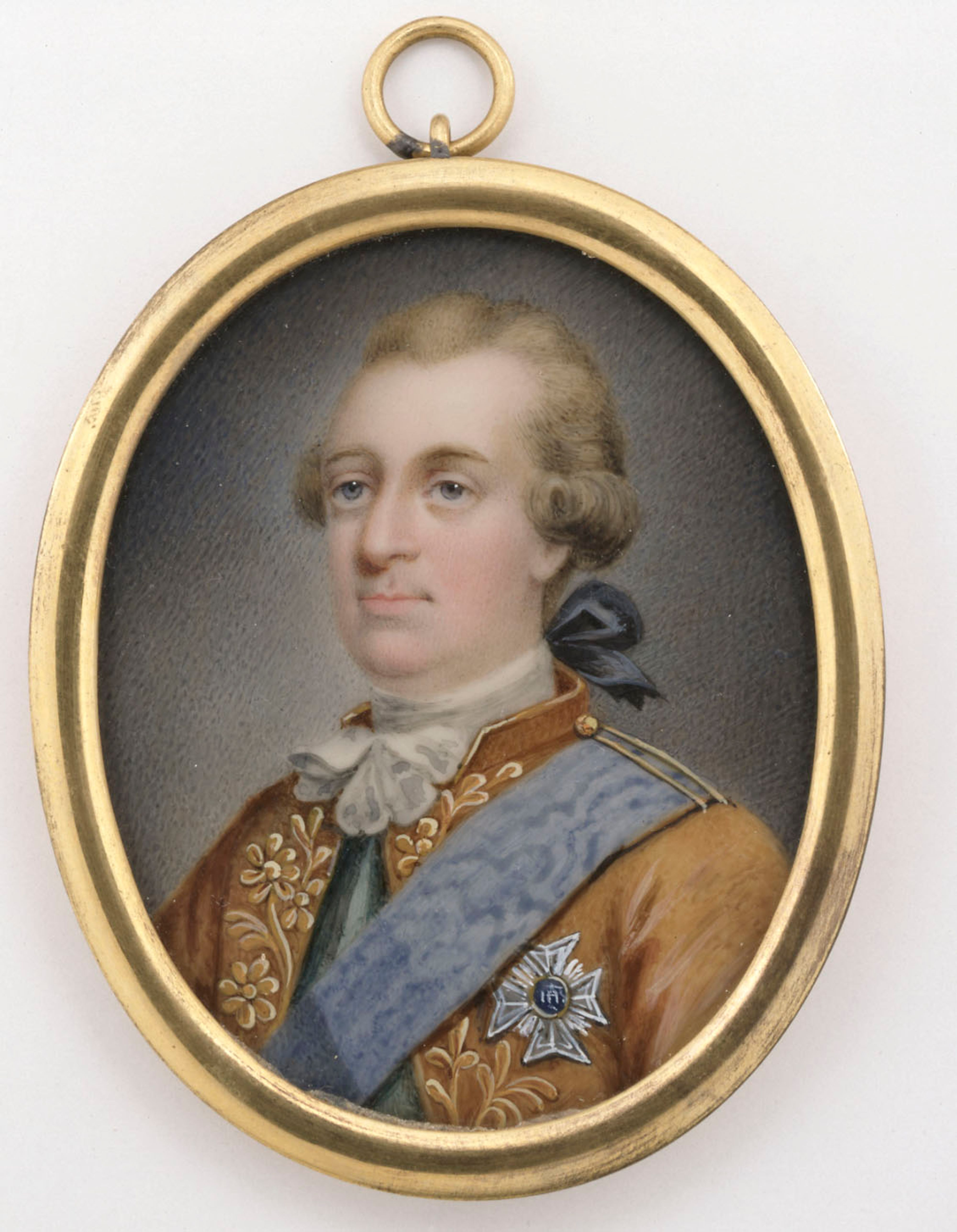
Král Adolf Fredrik
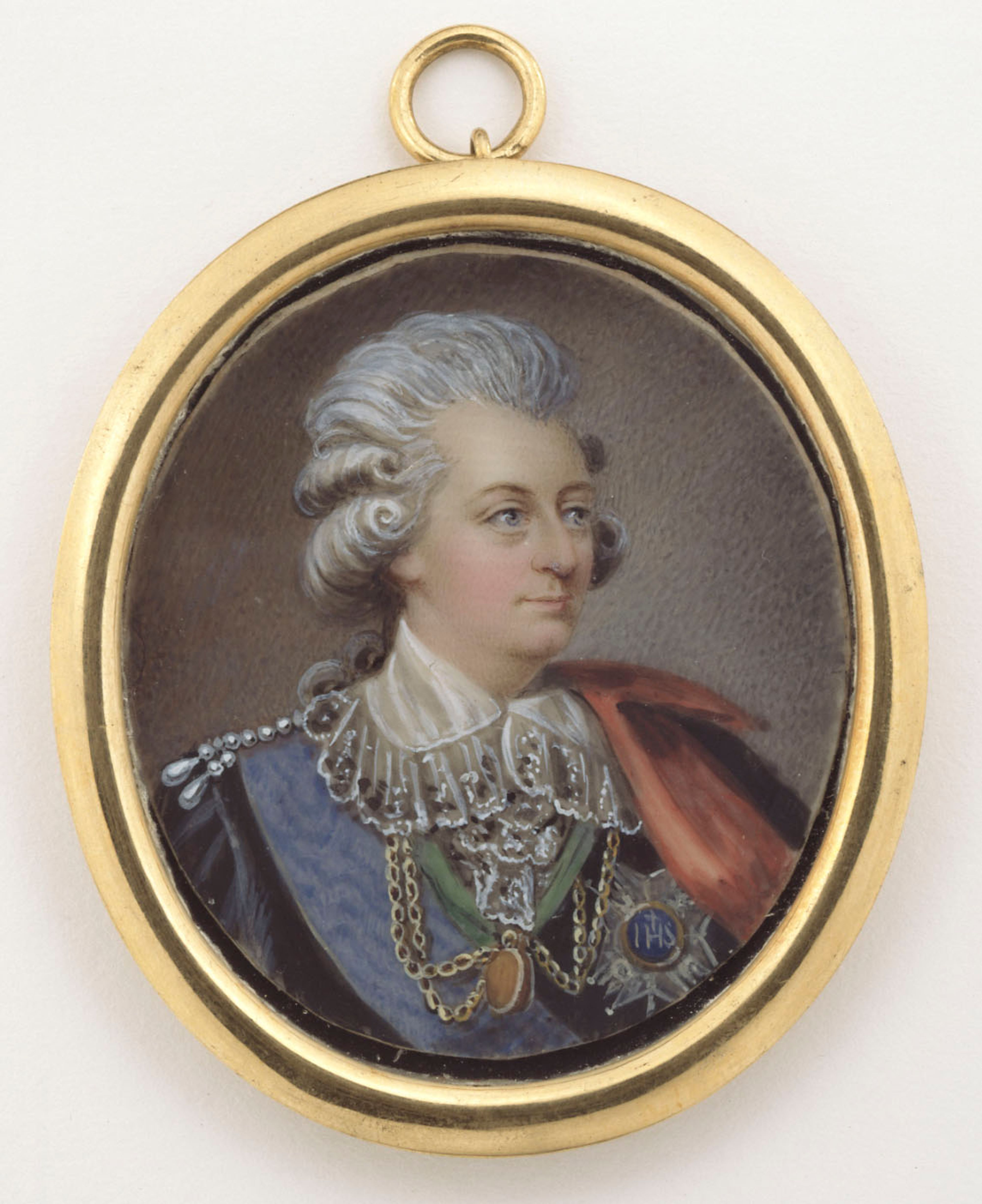
Král Gustaf III
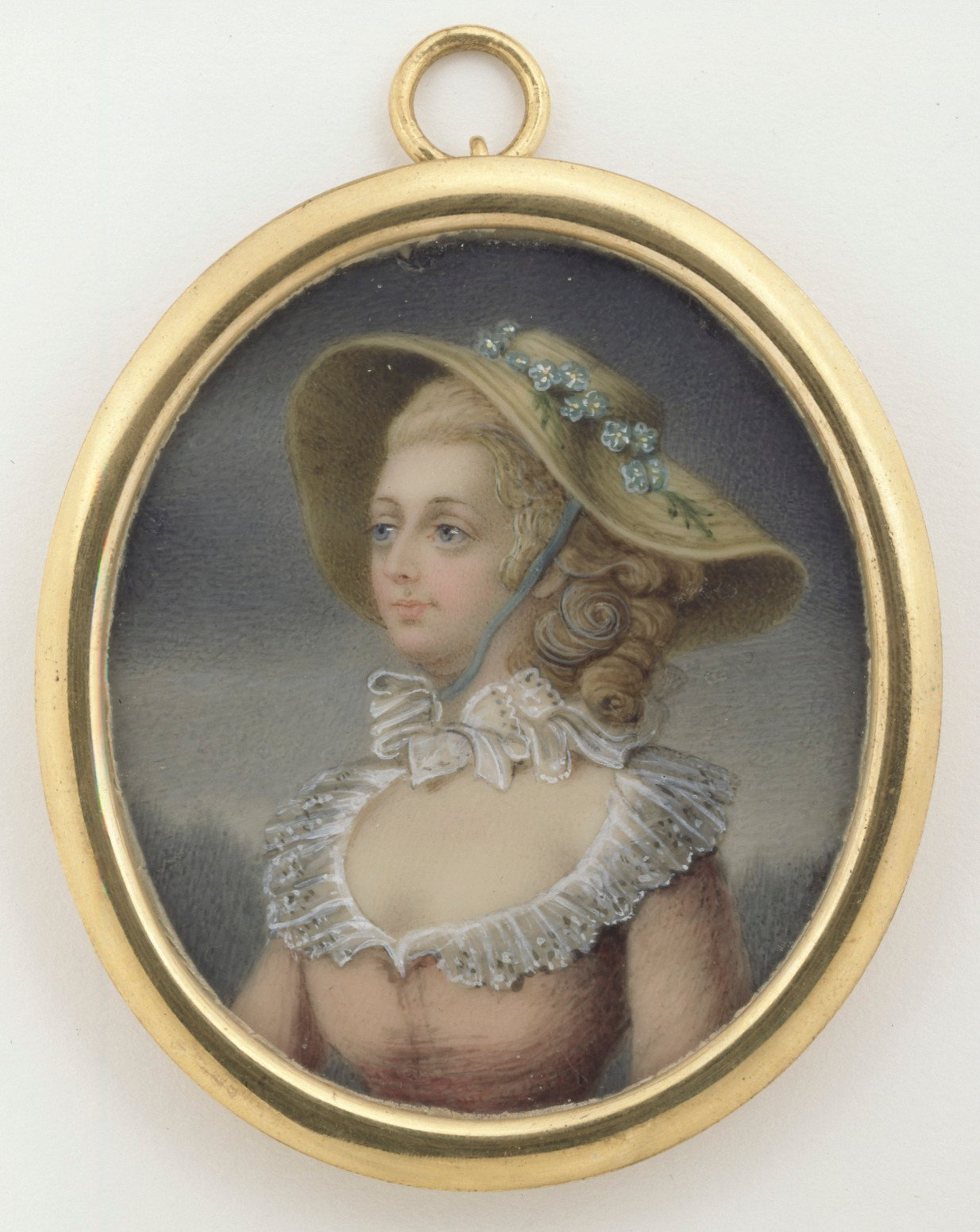
Juliana Schröder
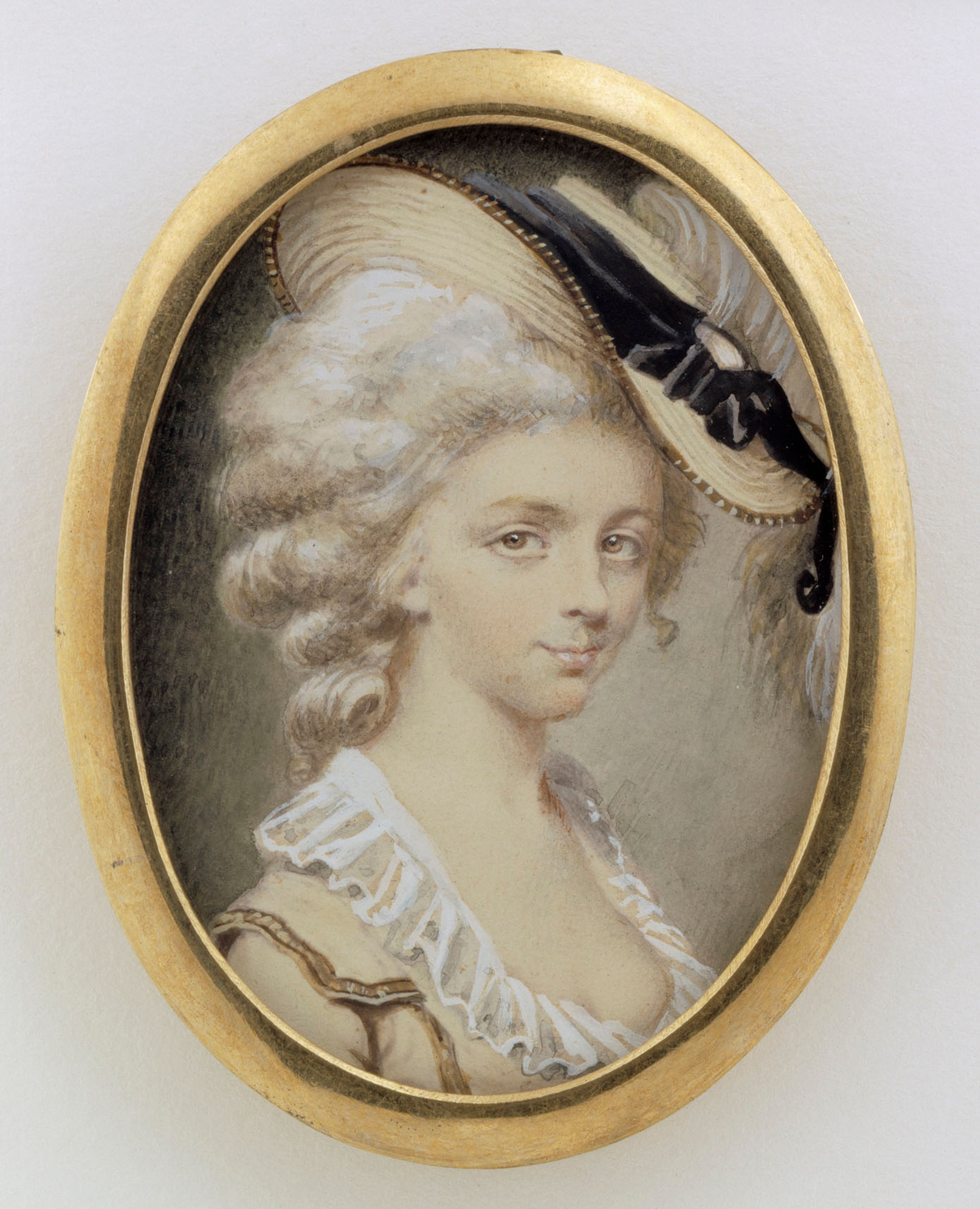
Portrét mladé slečny